# Sclerochloa
Sclerochloa is een geslacht uit de grassenfamilie (Poaceae). 

## Soorten
- Sclerochloa dura (L.) P.Beauv.
- Sclerochloa woronowii (Hack.) Tzvelev